# Komitet Tatarski
Komitet Tatarski (Tatarische Mittelstelle, potem Tatarische Leitstelle) – organ przedstawicielski Tatarów w III Rzeszy podczas II wojny światowej
Komitet został utworzony w Berlinie 1 listopada 1942 r. Potocznie był nazywany Komitetem Idel-Ural, gdyż jego członkowie liczyli, że po wyzwoleniu ziem tatarskich stanie się zalążkiem rządu niezawisłego państwa. Na jego czele stanął niemiecki b. adwokat Heinz Unglaube, który od początku wojny zajmował się jeńcami wojennymi. Kolejnym przewodniczącym został Abdrachman Szafi, którego uległość odpowiadała stronie niemieckiej. Pozostali członkowie opowiadali się za bardziej niezależnym Muhammedem Ayazem İshakim. Komitet podlegał Ostministerium Alfreda Rosenberga. W Komitecie zasiadali przedstawiciele emigracji tatarskiej, jak też b. czerwonoarmiści z obozów jenieckich (m.in. prof. Ahmet Timer, mułła Gani Usmanow, Iskander Jałszew, Alimdżan Idrisi, Garif Sultan, Tamurbek Dawletszin). Tatarzy popierali ideę utworzenia niepodległego państwa tatarskiego, nawiązującego do tradycji Idel-Uralu, istniejącego w 1918 r. Jednakże Niemcy ograniczyli działalność Komitetu głównie do spraw propagandowych i współuczestniczenia w formowaniu kolaboracyjnych oddziałów wojskowych.